# Lilium concolor

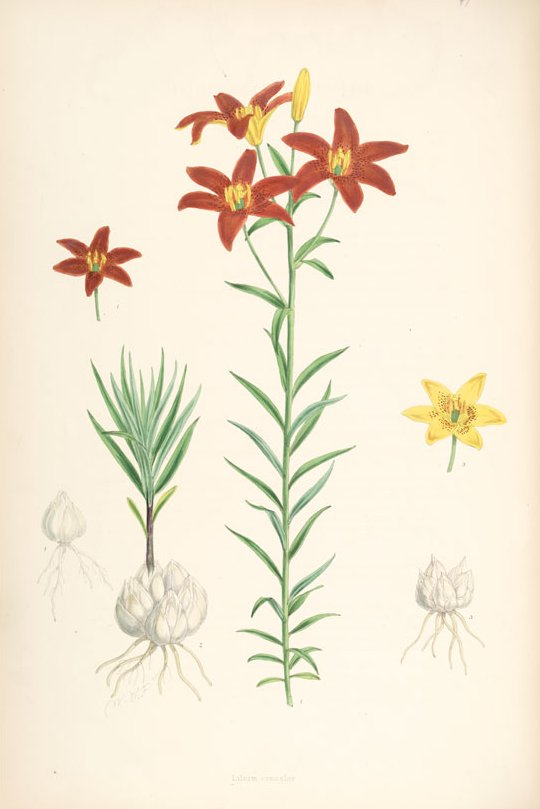
Lilium concolor (ilustração).

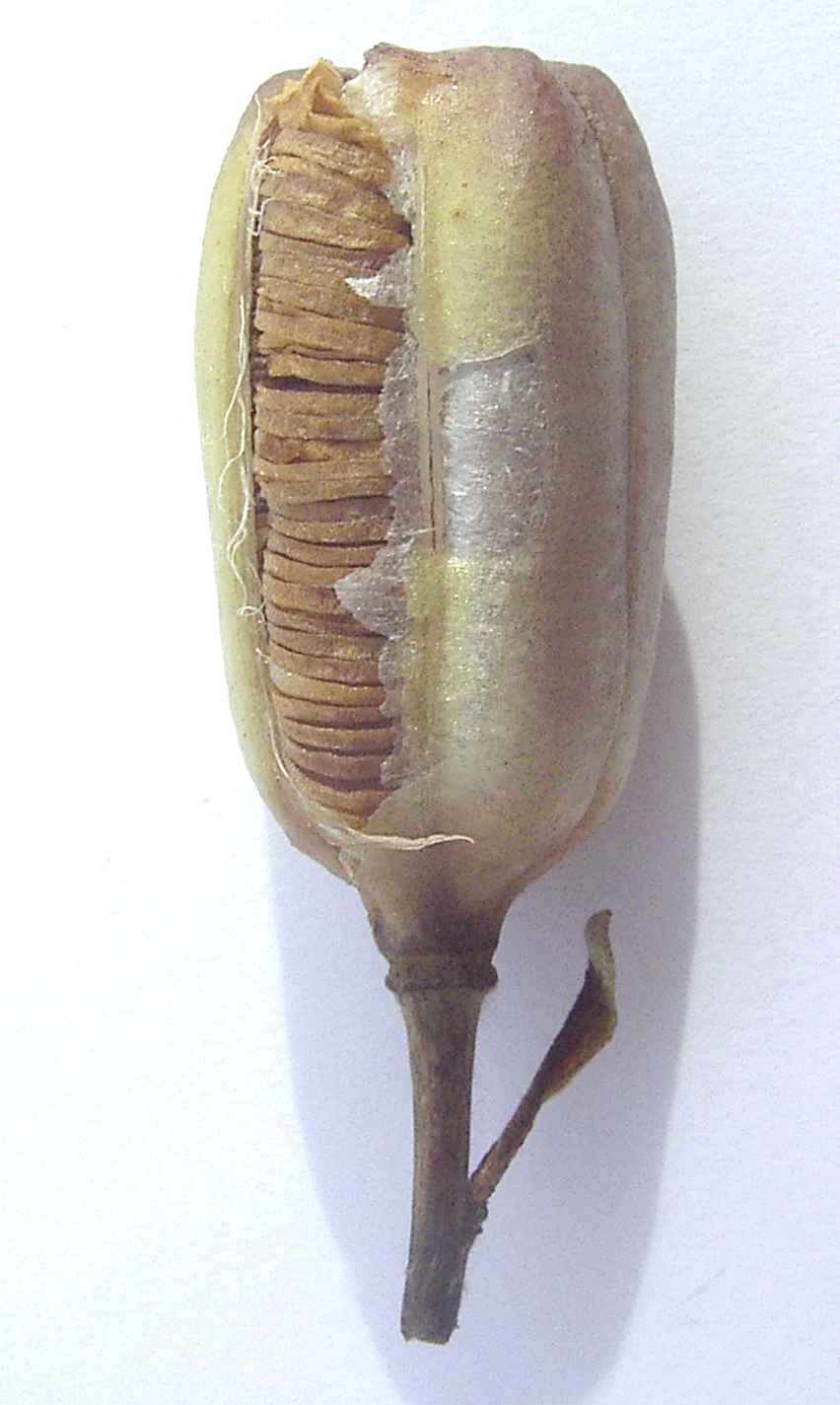
Lilium concolor cápsula com sementes.

Lilium concolor (em chinês: 渥丹) é uma espécie de planta com flor, pertencente à família Liliaceae.
É endêmica da República Popular da China com ocorrências  nas províncias de Hebei, Heilongjiang, Henan, Hubei, Jilin, Liaoning, Shaanxi, Shandong, Shanxi, Yunnan e da Região Autônoma do Tibet, bem como no Japão, Coreia do Sul, da Mongólia e Sibéria.